# Walter Mistral K-14
Il Walter Mistral K-14 era un motore radiale 14 cilindri a doppia stella raffreddato ad aria, prodotto su licenza verso la fine degli anni trenta dalla cecoslovacca Walter Engines a.s.. Era la copia del Gnome-Rhône 14K, progettato e fabbricato dalla francese Gnome et Rhône.

## Velivoli utilizzatori
Cecoslovacchia
- Aero A.102
- Letov Š-331

## Motori correlati
Francia
- Gnome-Rhône 14K

 Italia
- Piaggio P.XI
- Isotta Fraschini K.14

 Ungheria
- Manfred Weiss WM K-14

 Unione Sovietica
- Tumanskij M-87